# Energie de dezintegrare
Energia de dezintegrare este energia rezultată din procesul de dezintegrare radioactivă. Această energie se prezintă sub formă de:
1. radiații ionizante gama
2. emisie de particule elementare (radiații alfa și beta)
3. energie calorică

Unitatea de măsură a acestei energii este Voltul electronic eV (1,602 176 462(63) · 10-19 J) în sistemul SI.